# 西鉄自動車整備専門学校

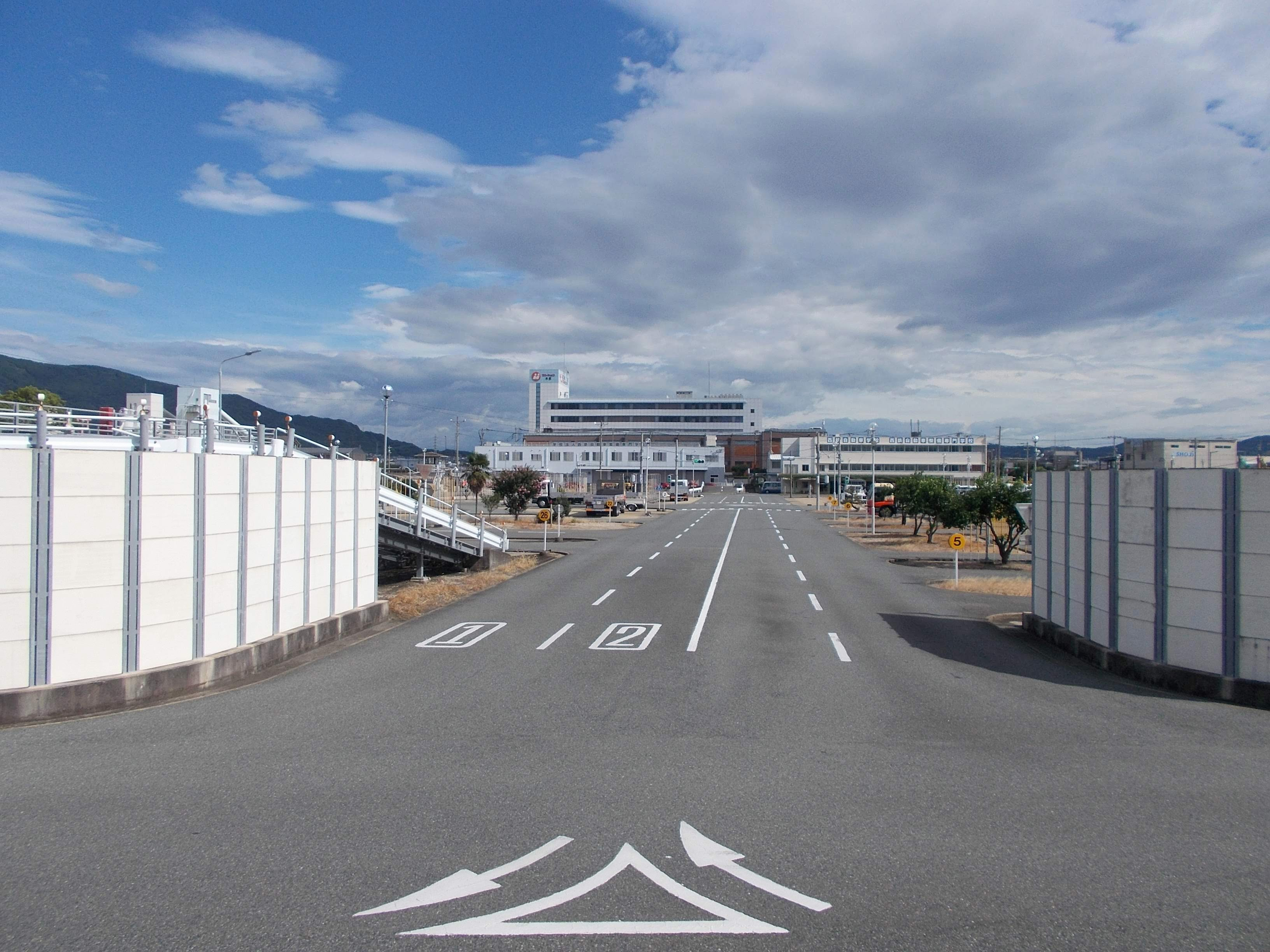
校内敷地。左側の建物が西鉄自動車整備専門学校。

西鉄自動車整備専門学校（にしてつじどうしゃせいびせんもんがっこう）とは、福岡県大野城市にある私立専門学校。学校法人西鉄学園が運営する。西鉄自動車学校と同じ敷地にある。

## 沿革
- 1962年2月 - 学校法人西鉄自動車学校設置認可
- 1962年4月 - 自動車整備科開校
- 1977年12月 - 西鉄自動車整備専門学校工業専門課程自動車整備科認可
- 1992年11月 - 学校法人西鉄学園変更認可

## 設置学科
- 自動車整備科

## 学校周辺
- 西鉄自動車学校
- 西鉄自動車教習所
- 御笠川
- 大野城市立御笠の森小学校
- 大野城市立大野北小学校